# Barnets ø
Barnets ø er en svensk dramafilm fra 1980 instrueret af Kay Pollak og med Tomas Fryk og Ingvar Hirdwall i hovedrollerne. Den er baseret på romanen af samme navn af Per Christian Jersild.
Filmen blev en kommerciel succes og vandt priserne for bedste film, bedste instruktør og bedste skuespiller (Hirdwall) ved den 17. Guldbagge-prisuddeling i 1981.

## Handling
Reine skal på en sommerlejr kaldet 'Barnets ø', men han beslutter sig for at blive i Stockholm sommeren over, mens hans mor arbejder på et hospital. Hun tror, han er på lejren, og han fortæller hende, at han er der. Snart tager Reine på eventyr rundt i Stockholm og møder mange forskellige ting på sin vej.

## Medvirkende (i udvalg)
- Tomas Fryk som Reine Larsson
- Anita Ekström som Harriet Larsson
- Ingvar Hirdwall som Stig Utler
- Börje Ahlstedt som Hester
- Hjördis Petterson som Olga
- Sif Ruud som fru Bergman-Ritz
- Lena Granhagen som Helen
- Malin Ek som Kristina
- Kari Sylwan som danser i TV
- Björn Borg som sig selv
- Tom Okker som sig selv